# Da (film)
Da è un film del 1988 diretto da Matt Clark.

## Produzione
La sceneggiatura del film è stata scritta da Hugh Leonard basandosi su una famosa opera teatrale scritta dallo stesso Leonard alla fine degli anni '70. Barnard Hughes riprende il ruolo che nel 1978 gli aveva fruttato il prestigioso Tony Awards.